# Ildebrando (vescovo di Benevento)
Ildebrando (... – VII secolo) è stato un vescovo italiano di origine napoletana.

## Storia
Ildebrando sarebbe diventato vescovo di Benevento durante il papato di papa Bonifacio V nell'anno 622, come riferisce Pompeo Sarnelli: «Ildebrando visse nel 622 sotto Bonifacio V Papa. Si crede che molto tempo e' vivesse». Di lui si racconta di come trattò il corpo senza vita di san Modesto. Gli  successe san Barbato.
Di questo vescovo non resta traccia nei documenti storici, se non la sola presenza nei tradizionali cataloghi dei prelati beneventani (Mario de Vipera, Chronologia episcoporum et archiepiscoporum metropolitanae ecclesiae Beneventanae, Napoli 1636; Pompeo Sarnelli, Memorie cronologiche de' vescovi ed arcivescovi della S. Chiesa di Benevento, Napoli 1691).